# Montlebon
Montlebon est une commune française située dans le département du Doubs, la région culturelle et historique de Franche-Comté et la région administrative Bourgogne-Franche-Comté. 
Ses habitants sont les Belmontois et Belmontoises. Elle est intégrée au parc naturel régional du Doubs Horloger.

## Géographie

### Toponymie
Monlebon en 1373 ; Mont le Bon en 1649 ; Montlebon depuis 1692.
Les habitants de Montlebon s'appellent les Belmontois(es).
Les habitants sont très accueillants et ce petit village est un petit endroit paisible, avec beaucoup d’événements et de manifestations, comme la descente d'alpage et un spectacle "Son et lumière".
La commune est située dans le Val de Morteau (Haut-Doubs) à la frontière suisse (Le Cerneux-Péquignot).
L'altitude est comprise entre 750 et 1 287 mètres au Meix-Musy (Station de ski alpin et de ski de fond fort connue du Val) .
Cette commune est constituée de trois villages plus ou moins indépendants qui ont chacun leur église, leur cimetière, leur salle des fêtes : Montlebon, Derrière-le-Mont et les Fontenottes.
Aujourd'hui Montlebon seul possède une école. Autrefois, Derrière-le-Mont et les Fontenottes en avaient une également, moins importante.
En outre, la commune compte sur son territoire de nombreux lieux dits, connus pour leurs loisirs ou leur histoire ( La Voie Bournez, Le Gardot, Volçon, Cornabey, ...)

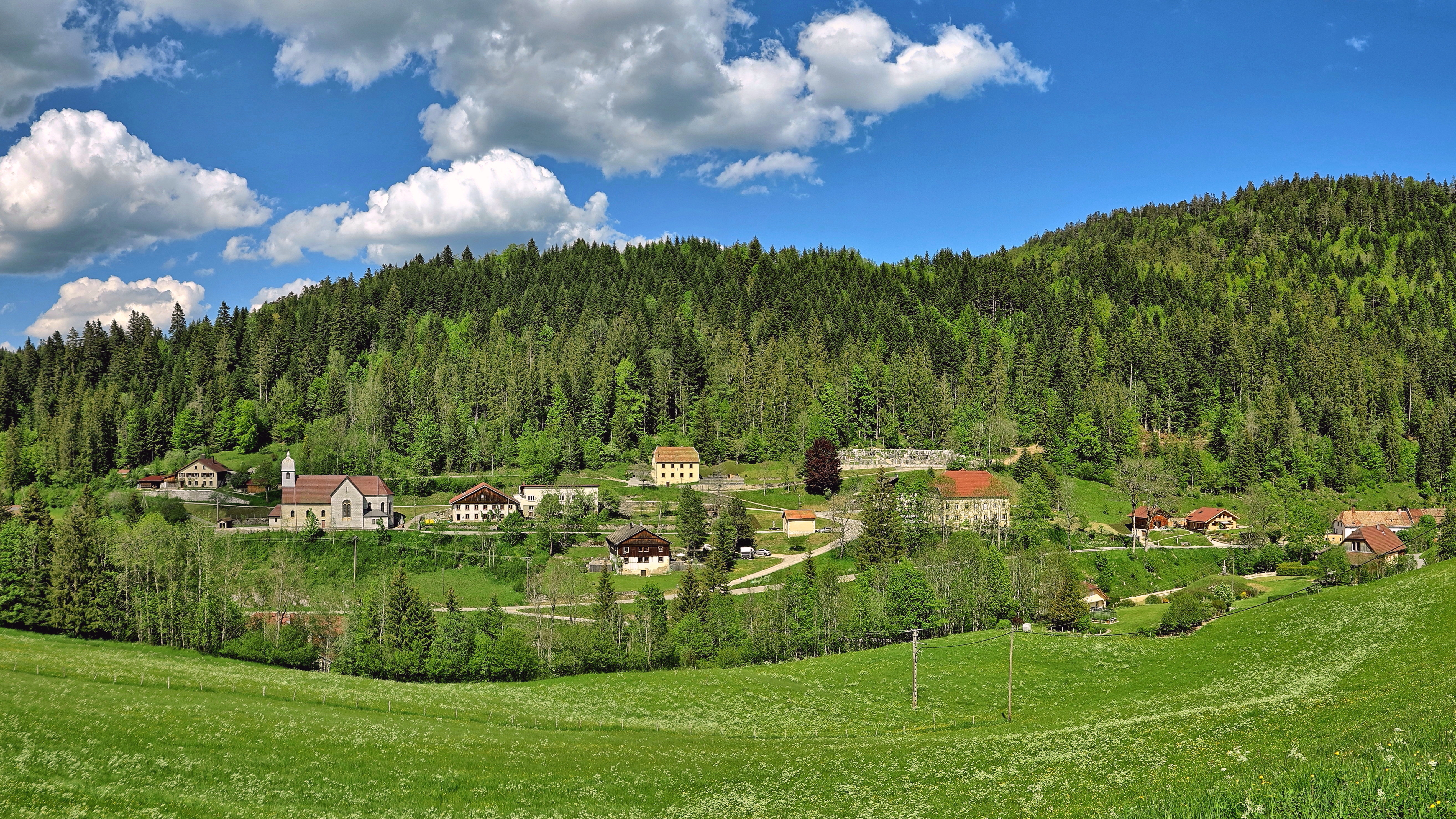
Le hameau de Derrière-le-Mont.

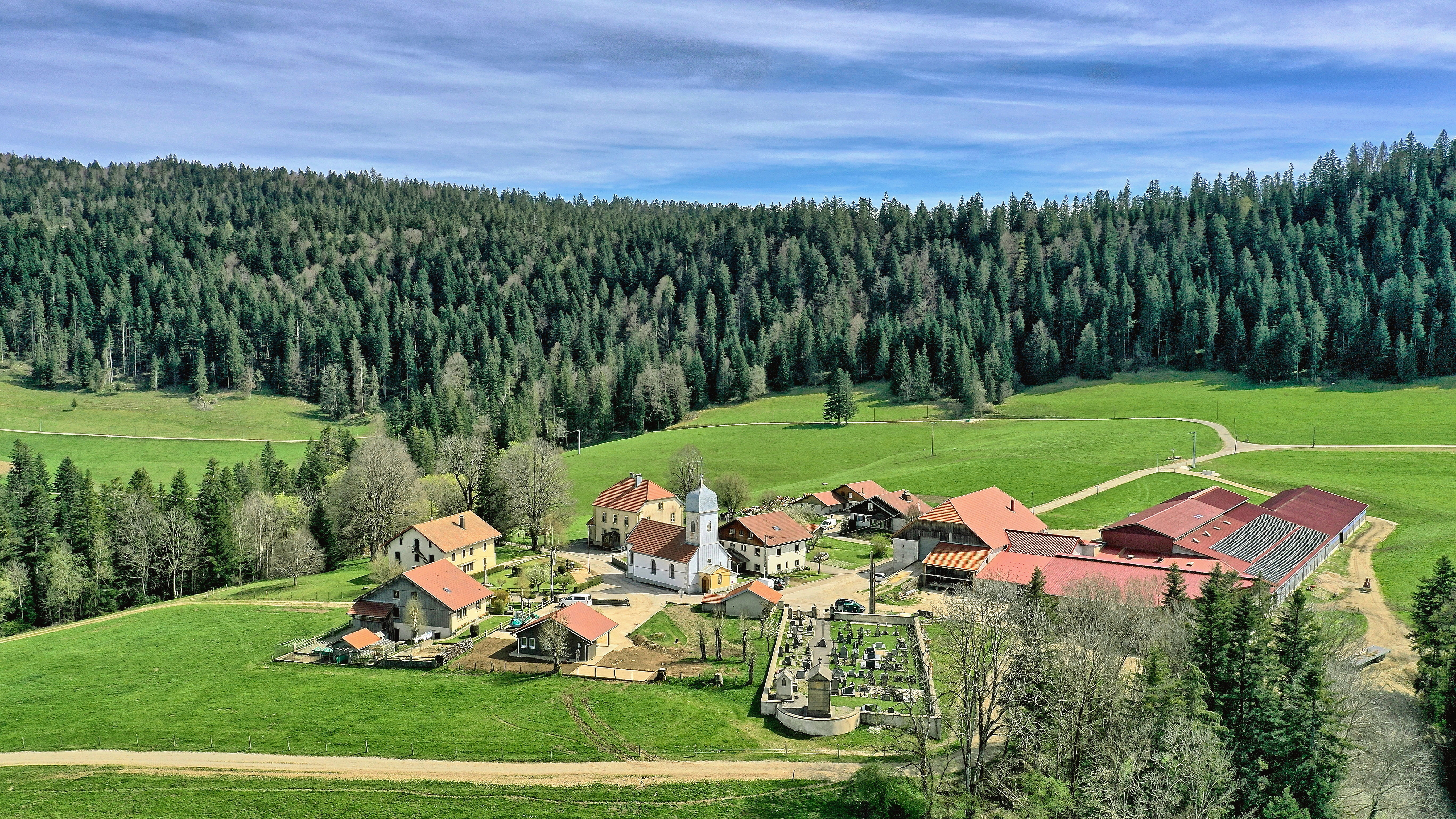
Le hameau des Fontenottes.

### Climat
Pour des articles plus généraux, voir Climat de la Bourgogne-Franche-Comté et Climat du Doubs.
En 2010, le climat de la commune est de type climat de montagne, selon une étude du Centre national de la recherche scientifique s'appuyant sur une série de données couvrant la période 1971-2000. En 2020, Météo-France publie une typologie des climats de la France métropolitaine dans laquelle la commune est exposée à un climat de montagne ou de marges de montagne et est dans la région climatique  Jura, caractérisée par une forte pluviométrie en toutes saisons (1 000 à 1 500 mm/an), des hivers rigoureux et un ensoleillement médiocre. 
Pour la période 1971-2000, la température annuelle moyenne est de 7,9 °C, avec une amplitude thermique annuelle de 17,1 °C. Le cumul annuel moyen de précipitations est de 1 486 mm, avec 12,6 jours de précipitations en janvier et 11,5 jours en juillet. Pour la période 1991-2020, la température moyenne annuelle observée sur la station météorologique de Météo-France la plus proche, « Le Russey », sur la commune du Russey à 16 km à vol d'oiseau, est de 7,9 °C et le cumul annuel moyen de précipitations est de 1 667,0 mm. 
La température maximale relevée sur cette station est de 36 °C, atteinte le 25 juillet 2019 ; la température minimale est de −32 °C, atteinte le 9 janvier 1985,,. 
Les paramètres climatiques de la commune ont été estimés pour le milieu du siècle (2041-2070) selon différents scénarios d'émission de gaz à effet de serre à partir des nouvelles projections climatiques de référence DRIAS-2020. Ils sont consultables sur un site dédié publié par Météo-France en novembre 2022.

## Urbanisme

### Typologie
Au 1er janvier 2024, Montlebon est catégorisée petite ville, selon la nouvelle grille communale de densité à 7 niveaux définie par l'Insee en 2022.
Elle est située hors unité urbaine. Par ailleurs la commune fait partie de l'aire d'attraction de Morteau, dont elle est une commune du pôle principal,. Cette aire, qui regroupe 21 communes, est catégorisée dans les aires de moins de 50 000 habitants,.

### Occupation des sols
L'occupation des sols de la commune, telle qu'elle ressort de la base de données européenne d’occupation biophysique des sols Corine Land Cover (CLC), est marquée par l'importance des forêts et milieux semi-naturels (48,3 % en 2018), en augmentation par rapport à 1990 (47,4 %). La répartition détaillée en 2018 est la suivante : 
forêts (48,3 %), prairies (36,5 %), zones agricoles hétérogènes (9,8 %), zones urbanisées (4,4 %), terres arables (0,6 %), zones humides intérieures (0,3 %). L'évolution de l’occupation des sols de la commune et de ses infrastructures peut être observée sur les différentes représentations cartographiques du territoire : la carte de Cassini (XVIIIe siècle), la carte d'état-major (1820-1866) et les cartes ou photos aériennes de l'IGN pour la période actuelle (1950 à aujourd'hui).

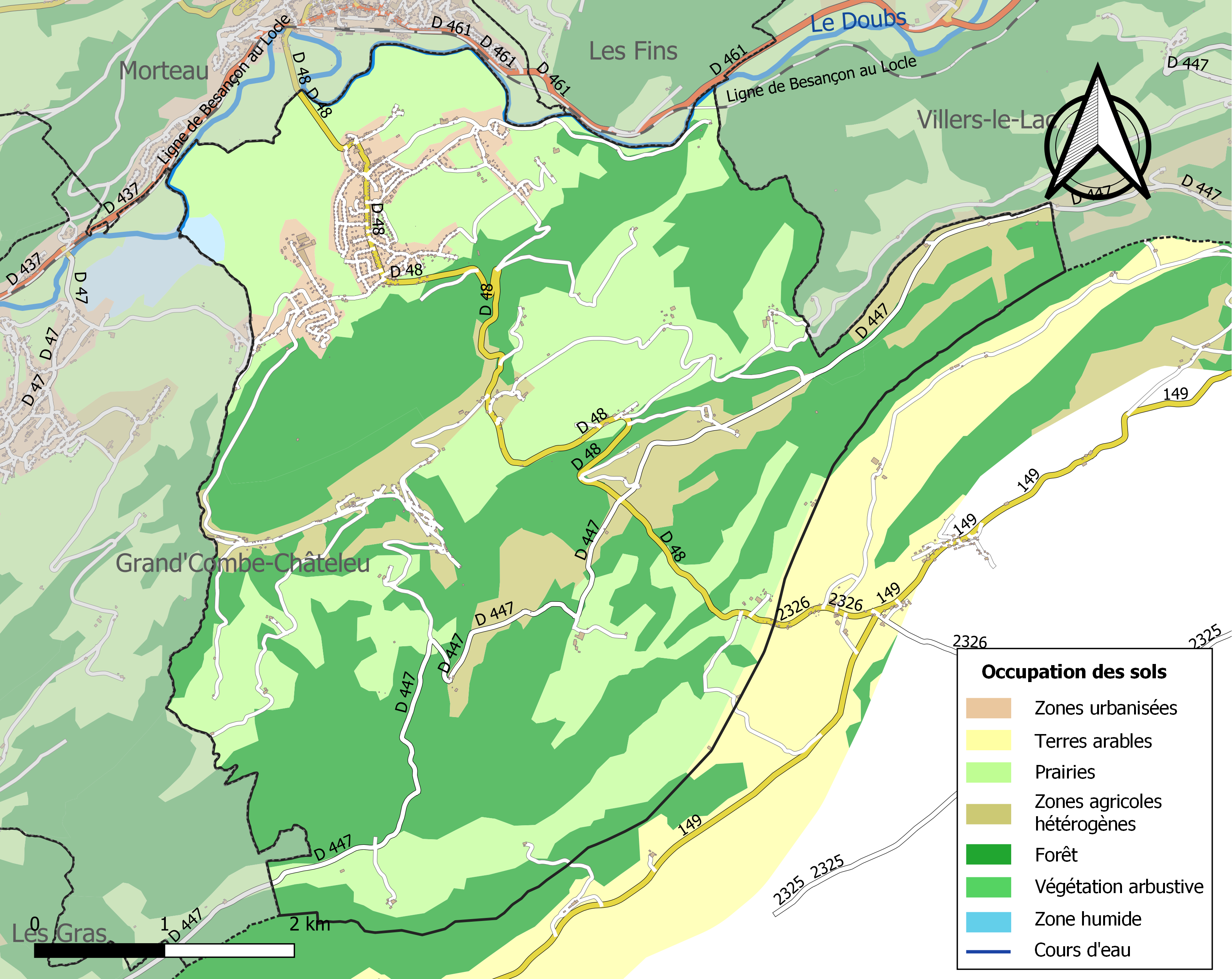
Carte des infrastructures et de l'occupation des sols de la commune en 2018 (CLC).

## Histoire
Fin 1793, deux communes furent constituées :
Montlebon, comprenant la partie basse, soit les hameaux de Montlebon Sur-la-Seigne, Chinard, Cornabey, Sur-le-Fourg, le Mont Gaudichot, le Châtel et les Mourlets ;
Les Maucerneux-Dessus, composée de Derrière-le-Mont, le Rondot, les Fontenottes, les Sarrazins, le Cerneux-Péquignot et les fermes des écarts dans ce secteur.
En 1799, les deux communes sont réunies puis, en vertu du traité de Paris de 1814, Le Cerneux est cédé à la Principauté de Neuchâtel, alors prussienne. Ce n'est que le 1er février 1819, que le maire de Montlebon avise les habitants du hameau qu'ils ne sont plus français. Entre 1819 et 1821, ils seront "Suisses à titre provisoire" et le 16 octobre 1821, ils sont définitivement naturalisés.
La commune a abrité à partir des années 1920 et jusqu'en 1984 l'usine de couverts de table Vermot-Gaud (marque Aluminonickel), bâtie sur des plans du cabinet d'architecture Oesch et Rossier, du Locle (Suisse).

Le 24 juillet 2023, un violent orage avec une tornade a fait de nombreux dégâts à travers la commune ainsi que la région. 

## Héraldique
| Blason de Montlebon | Blason  | De sable au mont d’or.                           |
| Blason de Montlebon | Détails | Le statut officiel du blason reste à déterminer. |

## Politique et administration

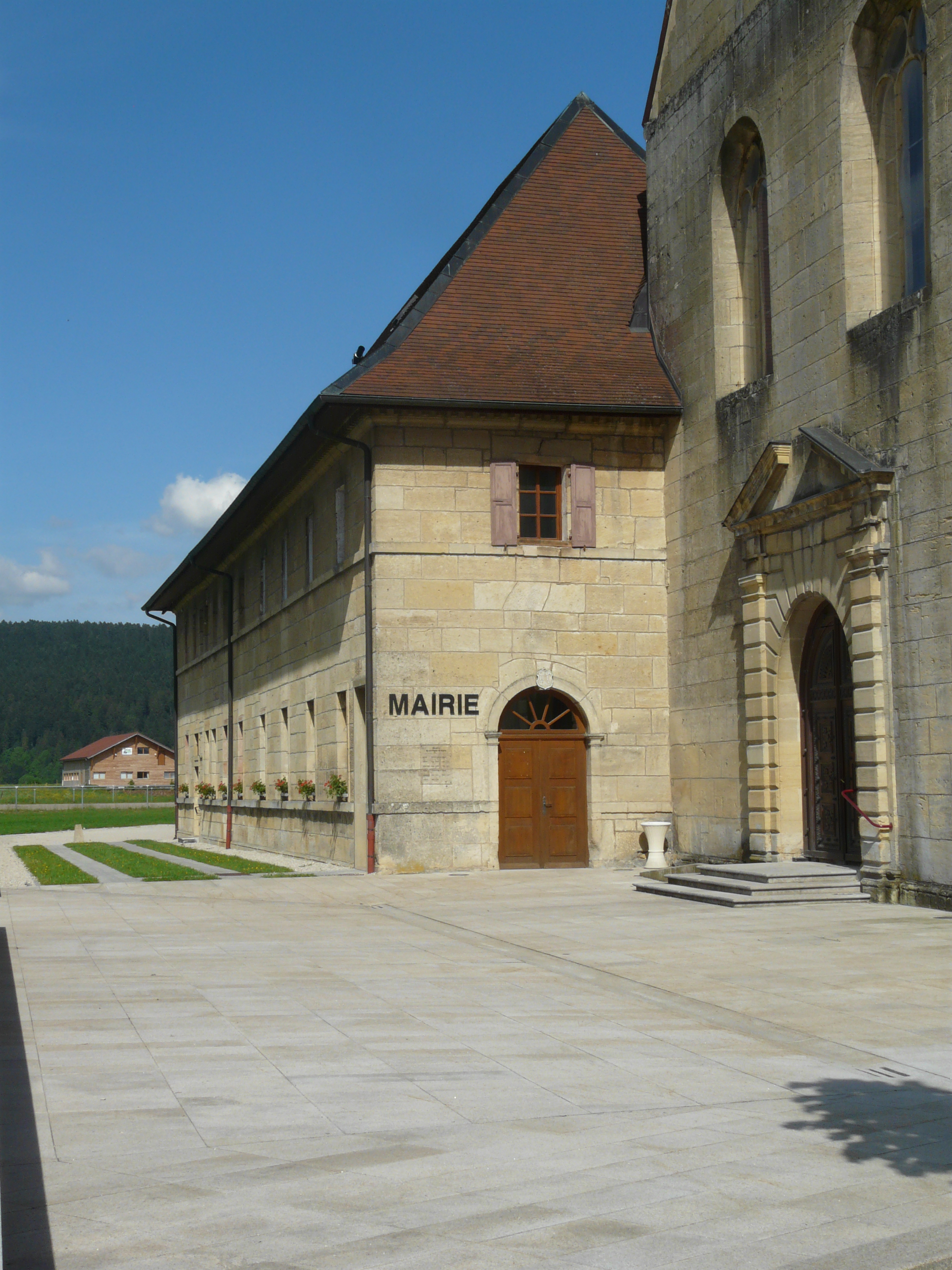
Hôtel de ville de Montlebon

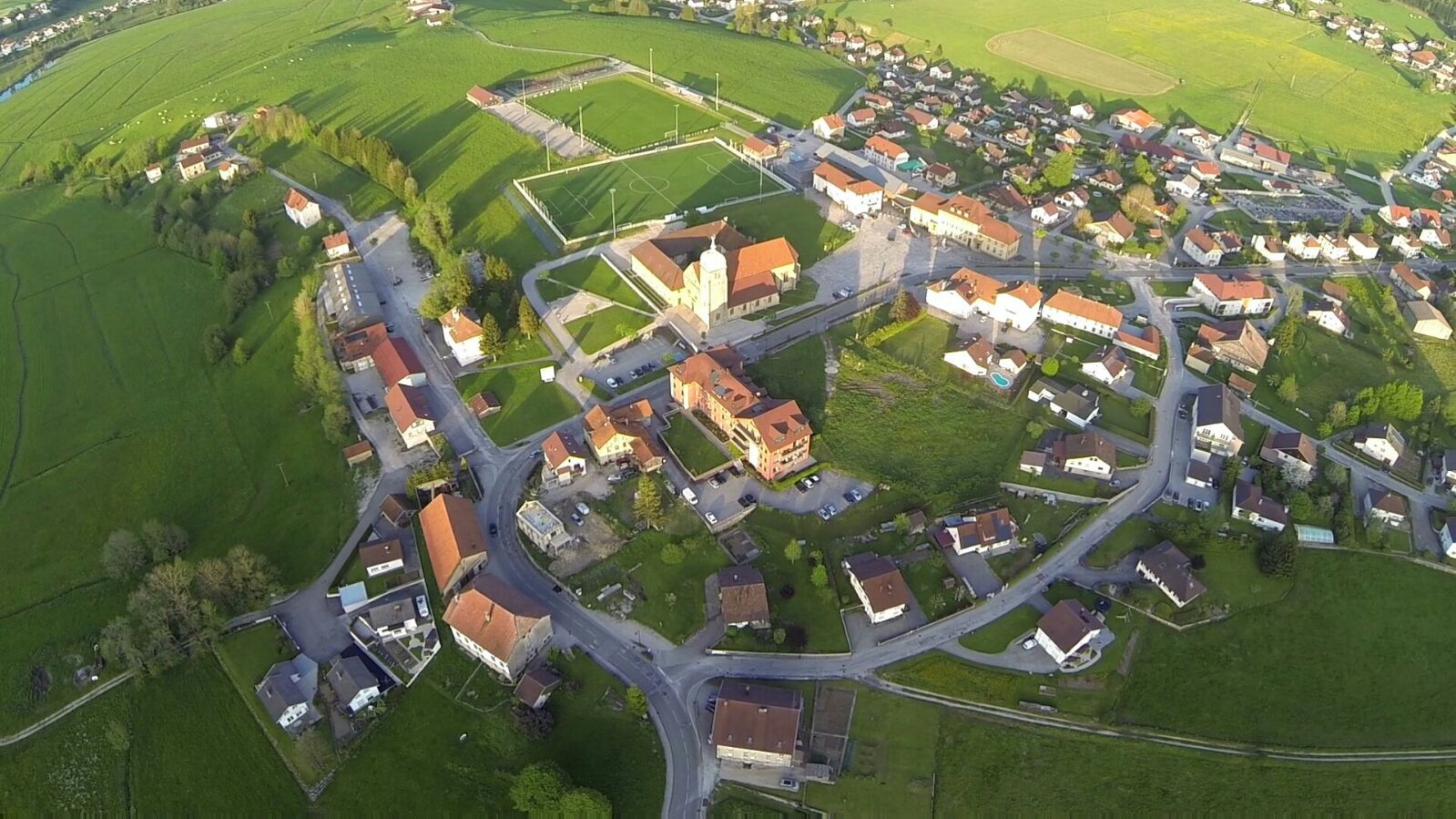
Vue du centre-bourg de Montlebon

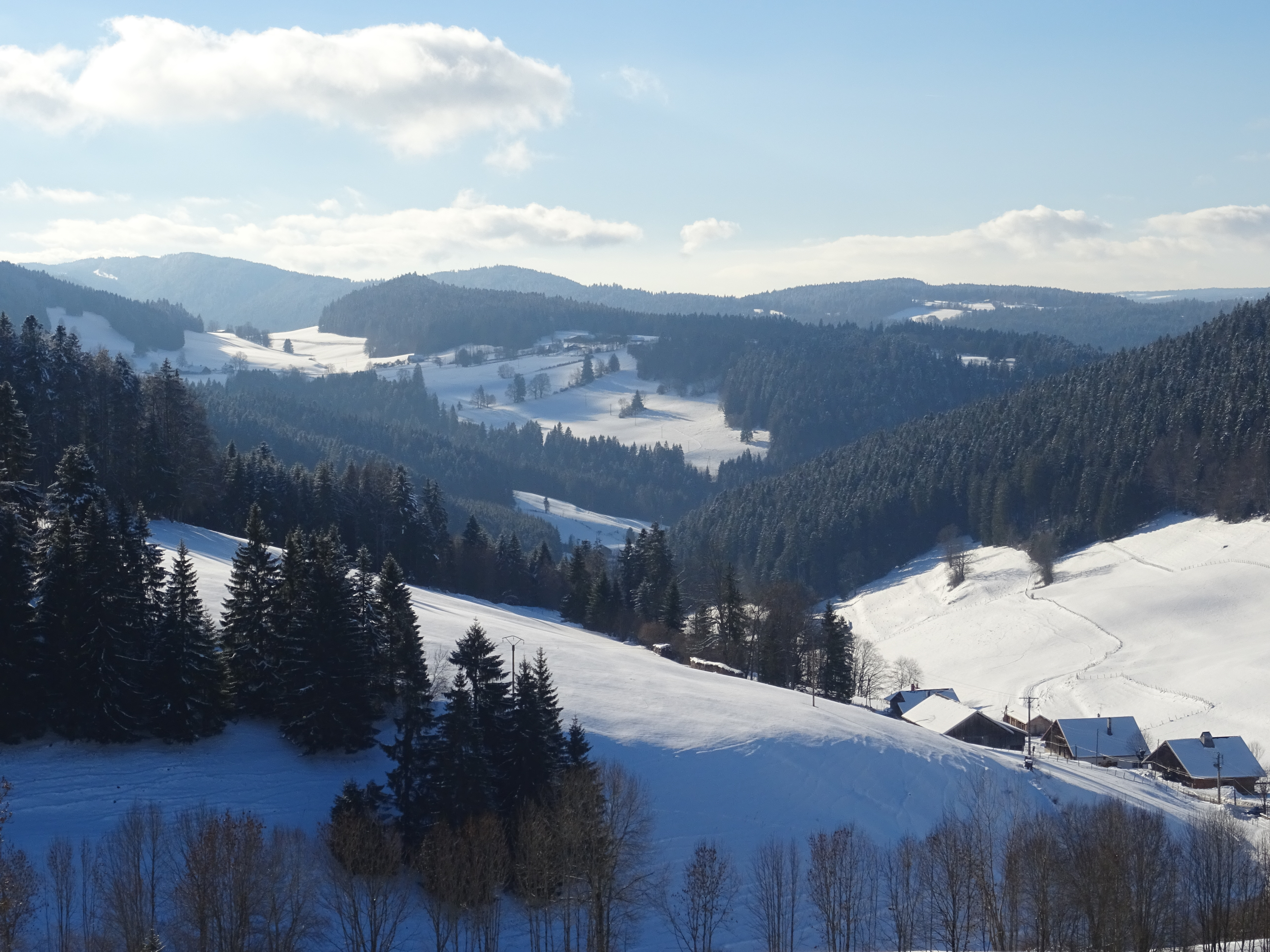
Paysage hivernal de Montlebon

| Période                                  | Période                   | Identité         | Étiquette | Qualité                                                    |
| ---------------------------------------- | ------------------------- | ---------------- | --------- | ---------------------------------------------------------- |
| ca. 1999                                 | ?                         | Jean-Luc Dewitte |           |                                                            |
| mars 2001                                | mars 2008                 | Albert Rognon    | UMP       | Conseiller général du canton de Morteau (2004 → 2015)      |
| mars 2008                                | mars 2014                 | Christophe André | UMP       |                                                            |
| mars 2014                                | En cours (au 25 mai 2020) | Catherine Rognon | DVD       | Agricultrice 3e vice-présidente de la CC du Val de Morteau |
| Les données manquantes sont à compléter. |                           |                  |           |                                                            |

## Démographie
L'évolution du nombre d'habitants est connue à travers les recensements de la population effectués dans la commune depuis 1793. Pour les communes de moins de 10 000 habitants, une enquête de recensement portant sur toute la population est réalisée tous les cinq ans, les populations de référence des années intermédiaires étant quant à elles estimées par interpolation ou extrapolation. Pour la commune, le premier recensement exhaustif entrant dans le cadre du nouveau dispositif a été réalisé en 2008.

En 2022, la commune comptait 2 227 habitants, en évolution de +8,53 % par rapport à 2016 (Doubs : +1,88 %, France hors Mayotte : +2,11 %).
| 1793  | 1800  | 1806  | 1821  | 1831  | 1836  | 1841  | 1846  | 1851  |
| ----- | ----- | ----- | ----- | ----- | ----- | ----- | ----- | ----- |
| 1 698 | 1 297 | 1 398 | 1 119 | 1 174 | 1 256 | 1 254 | 1 268 | 1 298 |

| 1856  | 1861  | 1866  | 1872  | 1876  | 1881  | 1886  | 1891  | 1896  |
| ----- | ----- | ----- | ----- | ----- | ----- | ----- | ----- | ----- |
| 1 320 | 1 279 | 1 374 | 1 311 | 1 356 | 1 394 | 1 362 | 1 218 | 1 228 |

| 1901  | 1906  | 1911  | 1921  | 1926  | 1931  | 1936  | 1946  | 1954  |
| ----- | ----- | ----- | ----- | ----- | ----- | ----- | ----- | ----- |
| 1 225 | 1 213 | 1 217 | 1 109 | 1 224 | 1 265 | 1 277 | 1 221 | 1 317 |

| 1962  | 1968  | 1975  | 1982  | 1990  | 1999  | 2006  | 2008  | 2013  |
| ----- | ----- | ----- | ----- | ----- | ----- | ----- | ----- | ----- |
| 1 394 | 1 435 | 1 465 | 1 404 | 1 587 | 1 710 | 1 873 | 1 919 | 1 984 |

| 2018  | 2022  | - | - | - | - | - | - | - |
| ----- | ----- | - | - | - | - | - | - | - |
| 2 109 | 2 227 | - | - | - | - | - | - | - |

## Lieux et monuments
- Couvent des Minimes de la Seigne. Le couvent a été construit dans le dernier quart du XVIIe siècle. Le couvent est aujourd’hui occupé par la mairie et l'église paroissiale, les bâtiments sont propriétés de la commune. Les façades et toitures des bâtiments conventuels ainsi que la chapelle font l'objet d'une inscription au titre des monuments historiques depuis le 30 octobre 1973[21].
- Plusieurs bâtiments recensés dans la base Mérimée :
  - L'église de la Décollation-de-Saint-Jean-Baptiste au lieu-dit Derrière le Mont[22]
  - L'église du Rosaire au lieu-dit Les Fontenottes[23]
  - La chapelle Sainte-Anne au lieu-dit Les Cernoniers[24]
  - L'oratoire Saint-Laurent au lieu-dit Sur le Petit Fourg[25]
  - La ferme Cairey-Remonnay au lieu-dit Les Cernoniers[26]

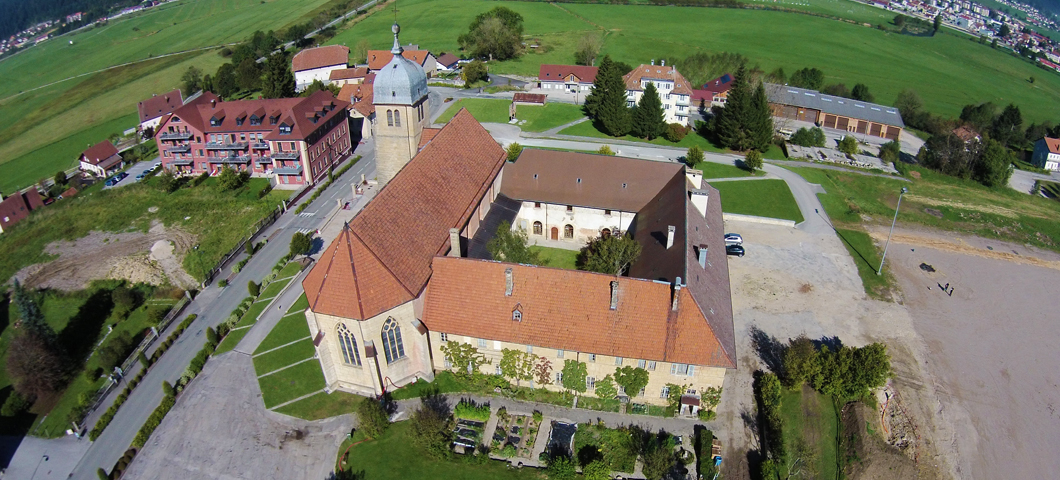
L'église des Minimes de Montlebon.
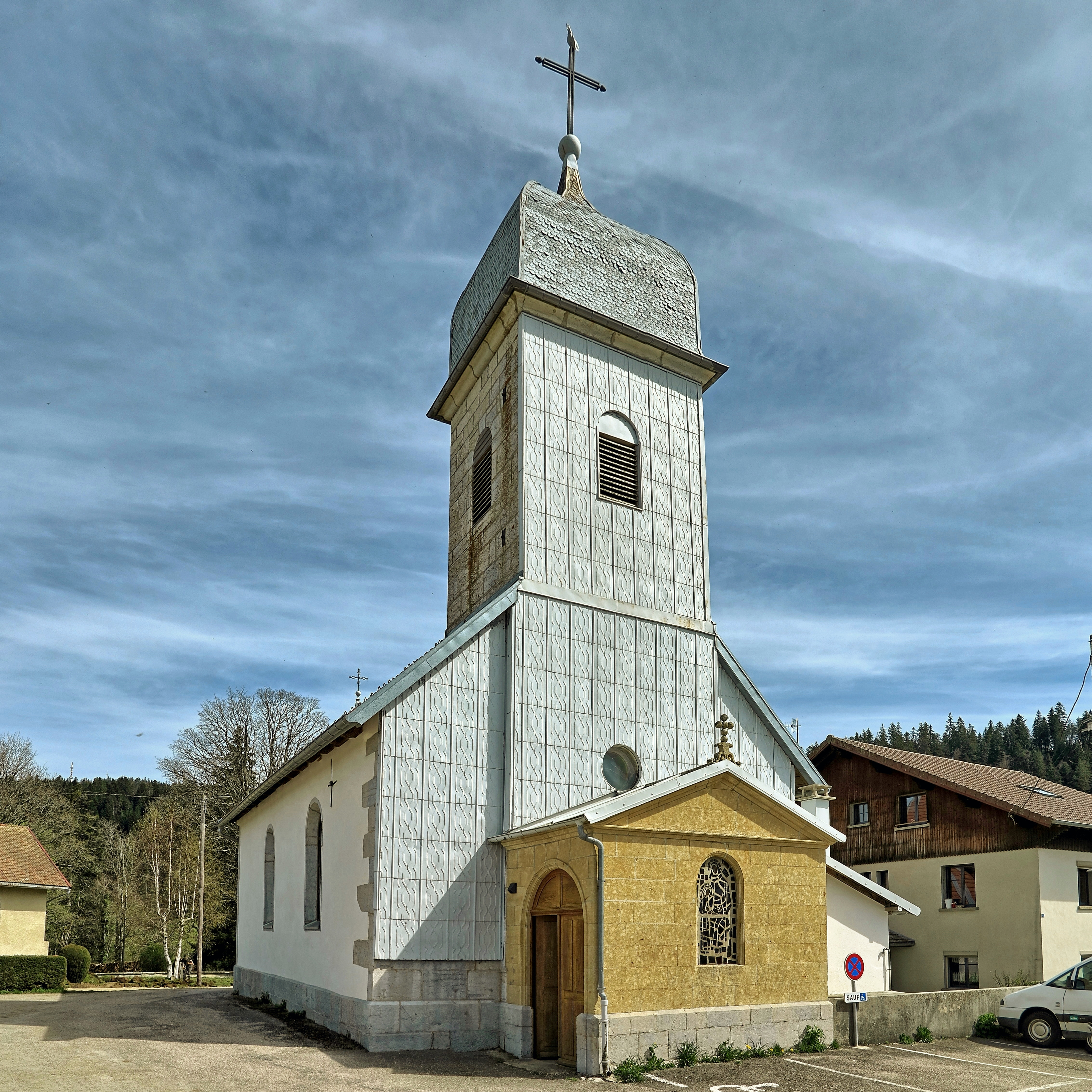
L'église du Rosaire des Fontenottes.
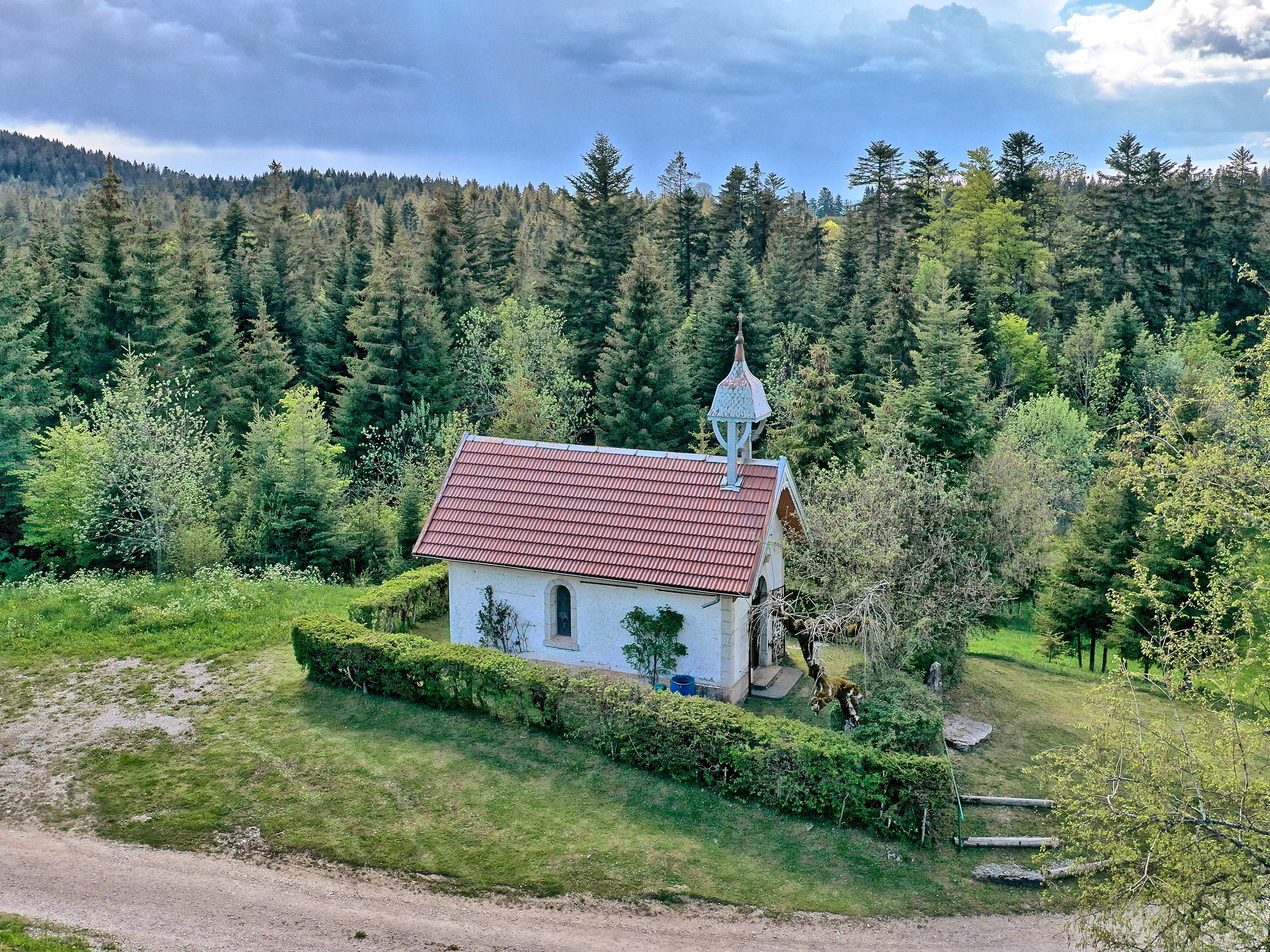
La chapelle Sainte-Anne.
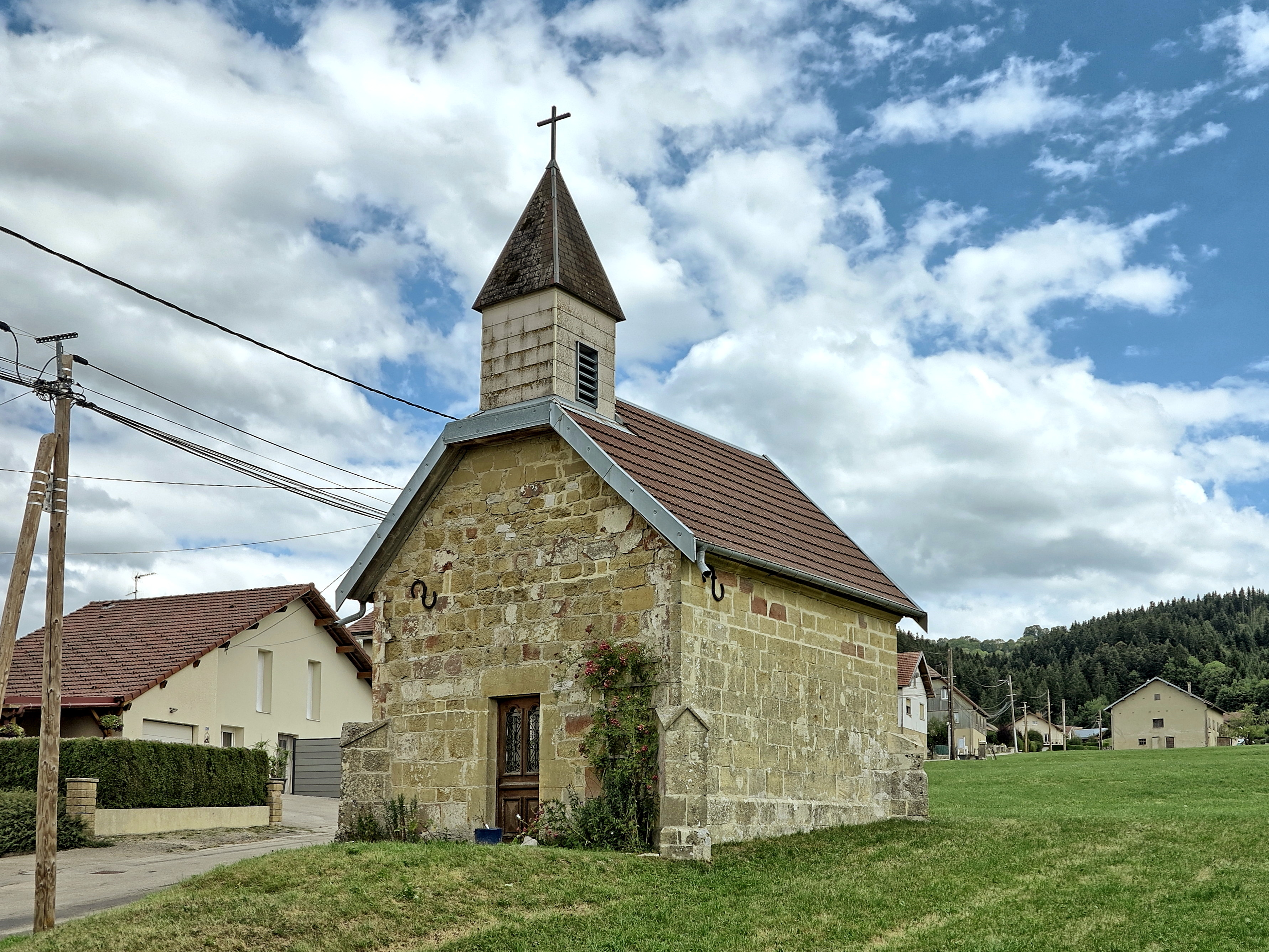
La chapelle Saint-Laurent.
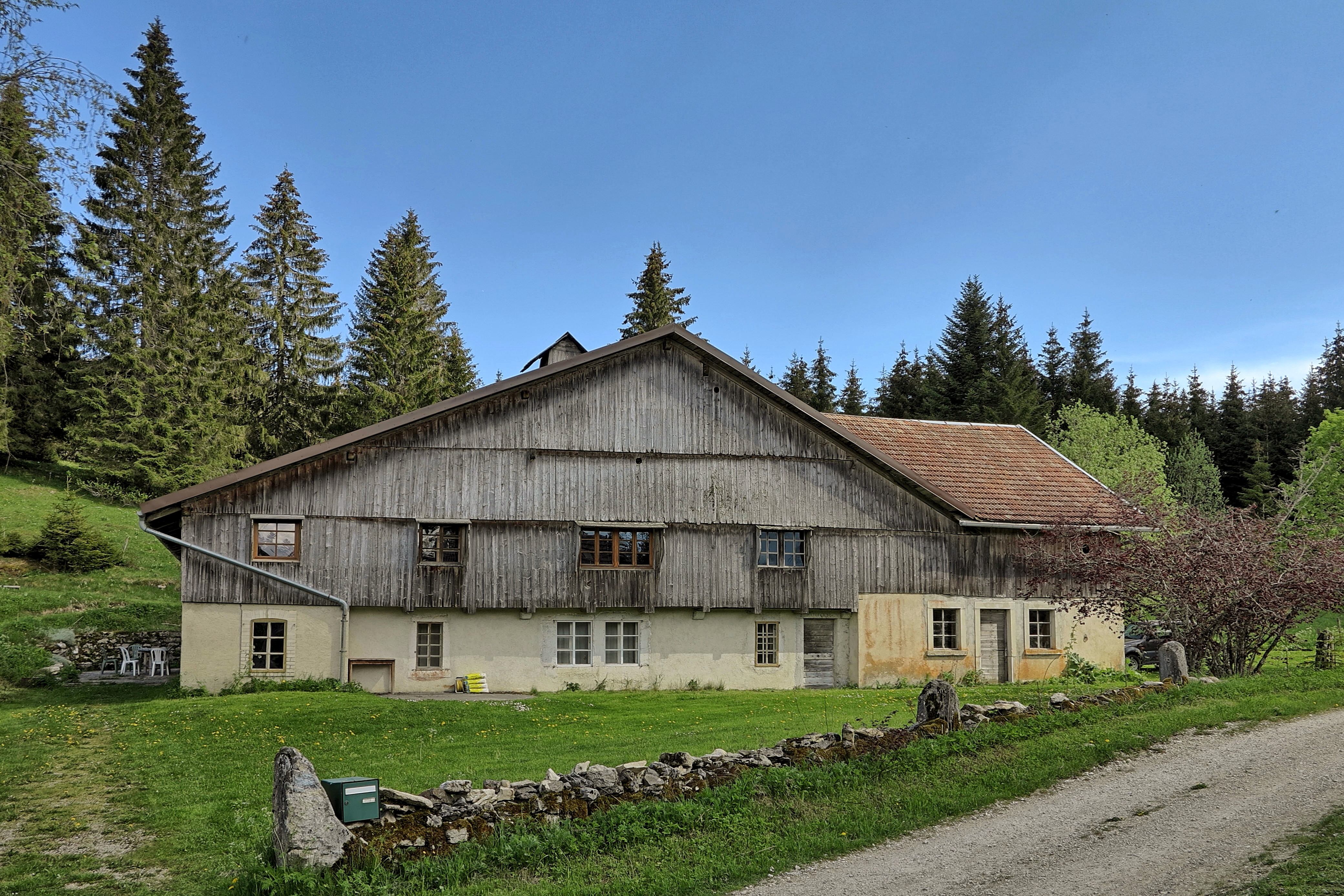
La ferme Cairey-Remonnay.

- Les fontaines.
- La grotte de Grande Cave et le belvédère du Vion Billard.
- La vallée du Chataignot affluent rive droite du Doubs.

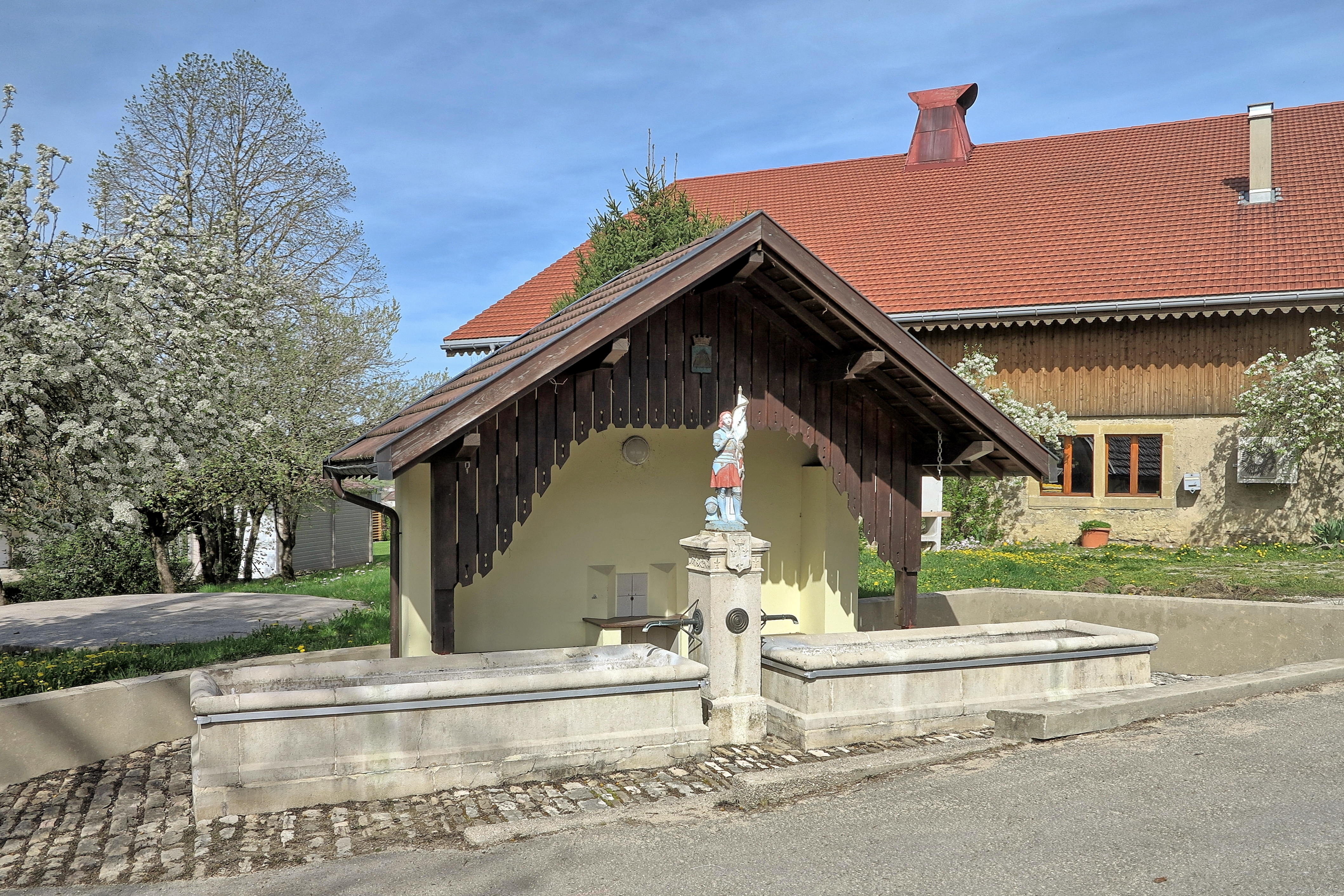
Fontaine-abreuvoir de Chinard.
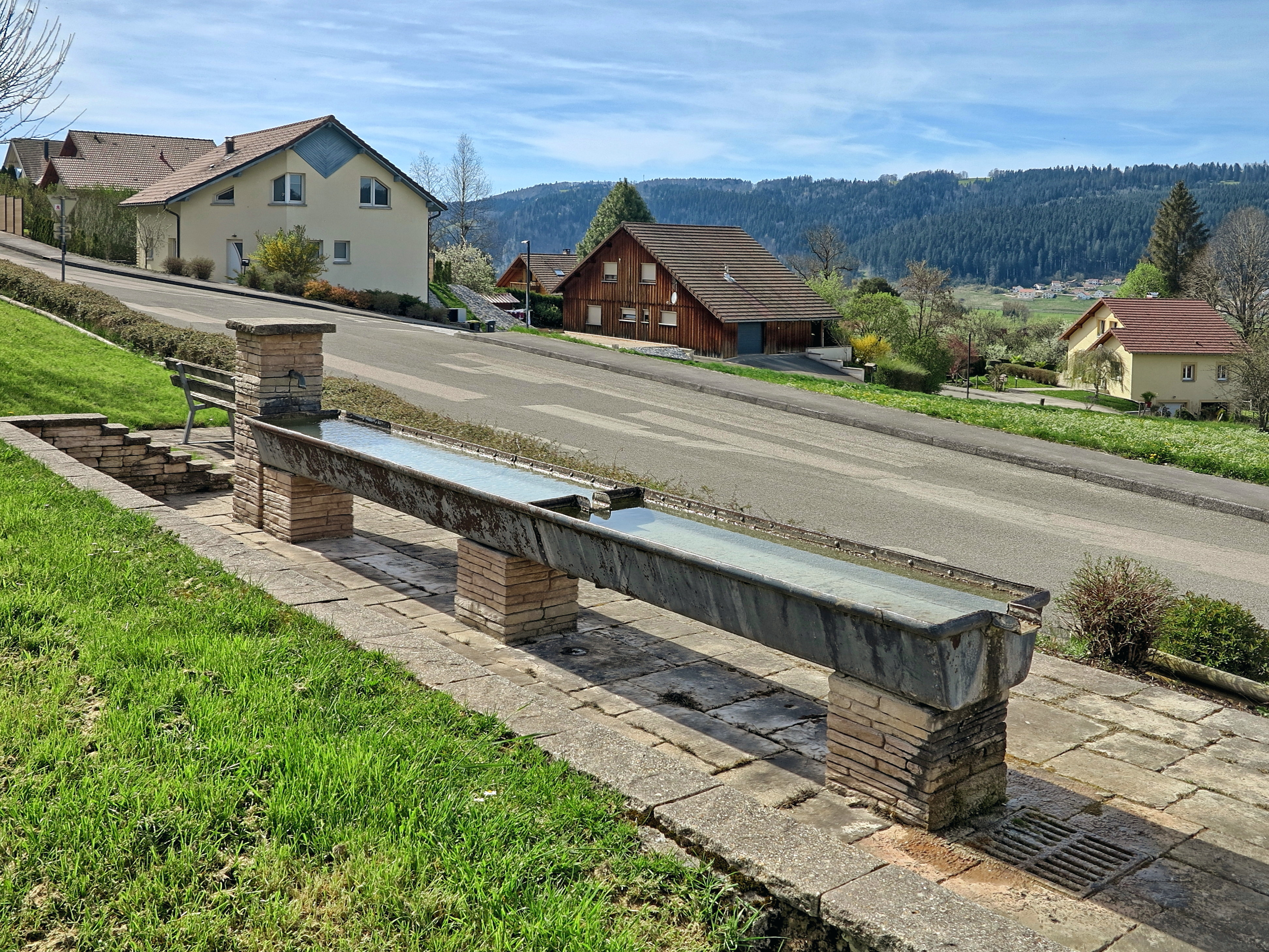
Abreuvoir rue du Château d'Eau.
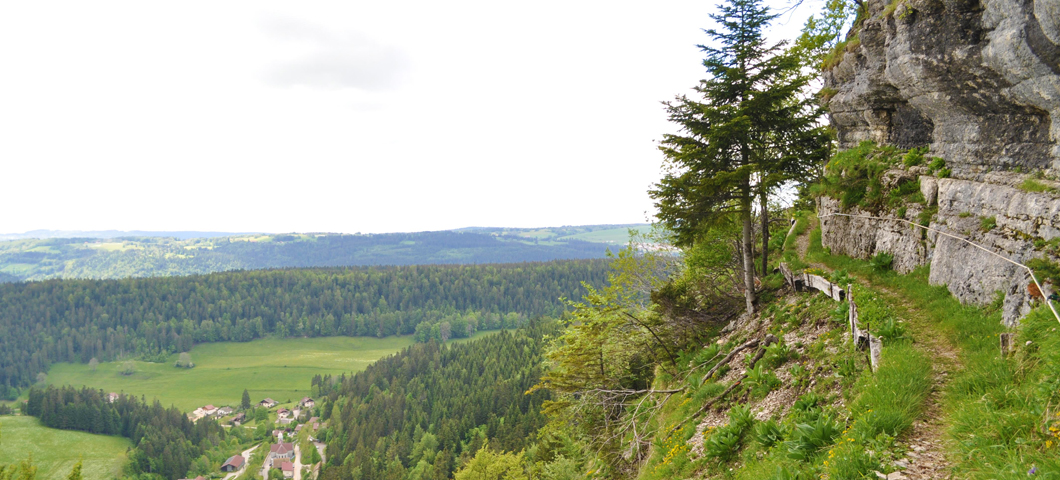
Le site naturel de la Grande cave.
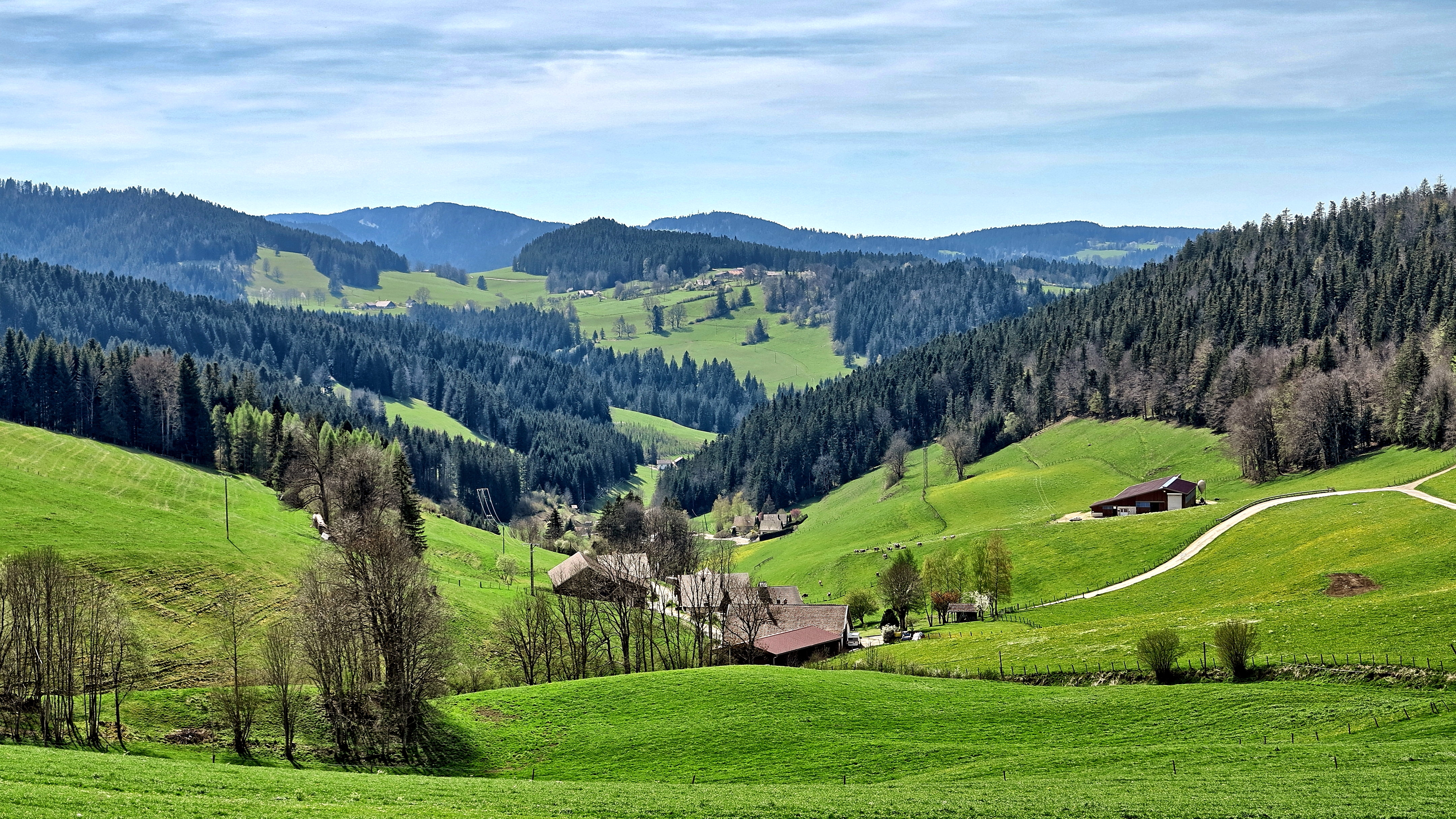
La vallée du Chataignot vue depuis le Rondot.
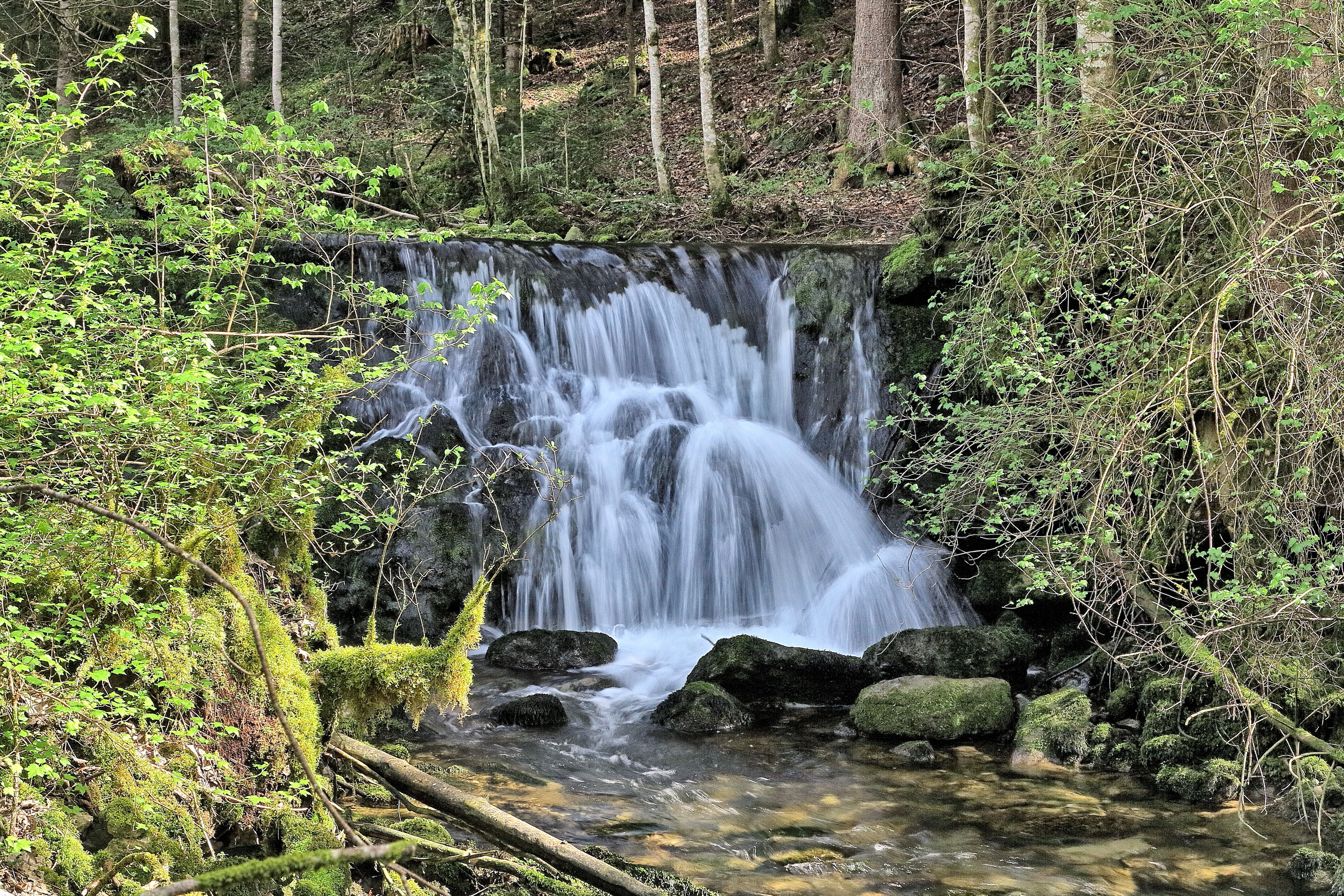
Cascade sur le Chataignot.

## Manifestations culturelles et festivités
- La descente d'alpage est une fête folklorique puisqu'il n'y a plus d'alpage dans le val de Morteau depuis plusieurs décennies. Au cours de cette journée, l'Association Pour le Partage Avec Tous (APPAT), souhaite rappeler ou présenter au public la vie de nos aïeux. Le défilé s'organise autour de 300 vaches qui descendent de la montagne. Pour cette journée, ces animaux portent une coiffe particulière appelée des bout-à-culs. Les chars, tractés par des chevaux comtois, sont des vitrines de la vie d'autrefois. Il est également possible d'apprécier les prestations des harmonies des villages alentour. La population belmontoise apporte également sa contribution, les grands comme les petits. Depuis 1990, la manifestation est programmée tous les deux ans, le troisième dimanche de septembre.
- Seign'art

Le couvent des minimes de Sur La Seigne accueille l'exposition. Elle regroupe une trentaine d'artistes résidant dans la commune. Peinture, musique, chant, sculpture, patchwork, culture de bonzaï, modélisme, etc., sont à l'honneur. La manifestation est programmée tous les deux ans, le troisième dimanche de septembre en alternance avec la descente d'alpage.
- Son et Lumière

Le son et lumière est organisé tous les 2 ou 3 ans dans le village de Montlebon sur la place des Minimes. Il regroupe 50 à 100 figurants pour jouer des scènes d'autrefois, sous une bande son. Les derniers thèmes abordés furent l'horlogerie du val de Morteau, l'invasion des Vikings à Montlebon, ou encore la Première Guerre mondiale (joué en 2011). Il est organisé par l'APPAT, association belmontoise (Association Pour le Partage avec Tous).

## Personnalités liées à la commune
- Nicolas-François Rougnon (1727-1799), professeur de médecine
- Claude Antoine Simon Vermot (1759-1806), colonel d'artillerie du Consulat et de l'Empire[27].